# 瓜亞拉梅林
瓜亞拉梅林是玻利維亞的城鎮，由貝尼省負責管轄，位於該國北部，距離首府特立尼達1,115公里，始建於1892年，面積13.9平方公里，海拔高度128米，每年平均降雨量約2,000毫米，2010年人口38,080。

## 外部連結
- Guayaramerin airport information （页面存档备份，存于）
- https://web.archive.org/web/20140823090330/http://guayaramerin.webpin.com/

10°48′S 65°23′W / 10.800°S 65.383°W